# 카니예하스역
카니예하스역(스페인어: Canillejas)은 마드리드 지하철 5호선의 역이다. 마드리드 산블라스카니예하스 구의 알칼라 거리 지하에 위치해 있으며, 아메리카 대로와의 교차로 부근에 자리잡고 있다. 요금구역상으로는 A구역에 속한다.

## 역사
1980년 1월 18일 5호선이 시우다드 리네알 역에서 카니예하스 역까지 연장되면서 영업에 들어갔다. 한동안 5호선의 시종착역으로 남아 있다가 2006년 11월 24일 알라메다 데 오수나 역까지 다시 연장되면서 일반역이 되었다.
2014년 8월 2일부터는 5호선의 종점인 알라메다 데 오수나 역에서 토레 아리아스 역까지 모든 역의 시설정비 공사를 개시하였다. 특히 카니예하스 차량기지로 향하는 사선 우회로를 재정비하고, 신호기를 최신기술로 바꾸는 작업이 진행됐다. 공사는 2014년 8월 18일에 끝났다.

## 환승 정보

역 주변의 환승 정보

역 주변에 시내버스 정류장이 아홉 곳 있다. 또 A2번 도로를 따라 순환하는 시외버스와 바라하스행 시외버스가 정차하는 시외버스 정류장도 있다.
버스
- 시내버스
  - 77, 101, 105, 114, 115, 140, 151, 165, 200, SE721번 노선 (주간)
  - N4, N5번 노선 (야간)
- 시외버스
  - 211, 212, 222, 223, 224, 224A, 226, 227, 229, 261, 281, 282, 283, 284, 827, 828, VAC-044번 노선 (주간)
  - N202번 노선 (야간)

지하철
| 마드리드 지하철                | 마드리드 지하철       | 마드리드 지하철            |
| ------------------------------ | --------------------- | -------------------------- |
| 엘 카프리초 알라메다 데 오수나 | 마드리드 지하철 5호선 | 토레 아리아스 카사 데 캄포 |